# Зерновая чесотка
Зерновая чесотка (лат. scabies ventricosa; pyemotosis; син.: чесотка матрасная, чесотка соломенная, чесотка ячменная, пиемотоз) — акариаз из группы акародерматитов, характеризующийся зудящими уртикарно-везикулёзными и эритематозно-папулёзными высыпаниями и крупными пузырями, часто с мелкими везикулами на их поверхности, аллергическим кашлем и спазмами.

## Этиология и эпидемиология
Возбудители — пузатый клещ Pyemotes (Pediculoides) ventricosus, клещ Херфси Pyemotes herfsi и соломенный клещ Pyemotes tritici, и редко Pyemotes beckeri (род Pyemotes, семейство Acaroidea, отряд Acariformes, класс Arachnida) — паразиты домашних пчёл и других насекомых; кусая человека вызывают зерновую чесотку.
Pyemotes ventricosus паразитирует на личинках насекомых, в том числе вредителей зерновых культур. Тело неполовозрелой самки удлинённое (до 0,2 мм). Молодые самки пузатого клеща желтоватого цвета, продолговатые, размером 223 х 80 мкм, после питания они становятся шаровидными — 1 — 1,5 мм в диаметре. Самцы размером 164 х 90 мкм. Оптимальная температура для развития клеща 25 °С. Самки живородящие. Самка отрождает 200—300 клещей, проходящих всё развитие в её теле, отчего задняя его часть становится шарообразной.
Зерновую чесотку впервые описал Шамберг (J. F. Schamberg, 1901).

## Патогенез при инвазии Pyemotes ventricosus
Клиническая картина зерновой чесотки характеризуется возникновением на коже туловища и шеи высыпаний в виде крупных волдырей с пузырьками и пустулами на их поверхности, напоминающих иногда многоформную экссудативную эритему. Вследствие сильного зуда и расчёсов нередко присоединяется пиококковая инфекция и развивается пиодермия, что может сопровождаться лихорадкой, недомоганием, слабостью. В крови нередко обнаруживают лейкоцитоз и эозинофилию.
Пиемотозный дерматит встречается преимущественно на спине, животе и сгибателей стороны предплечья. На месте укуса могут появиться пятнисто-пузырьковые высыпания, склонные к пустулизации.
При поражении пузатым клещом Pyemotes ventricosus у лиц, работающих с поражёнными продуктами, а также у пчеловодов клещ при попадании на кожу вызывает папулёзную и пустулёзную эритему, сопровождающуюся сильным зудом, жжением, болями в области суставов, приступами астмы, умеренной лихорадкой, иногда наблюдается озноб, недомогание. Симптомы заболевания появляются на 2-4-й день после заражения и продолжаются 5—14 дней. Клещ передаётся от человека к человеку. Его обнаруживали в мокроте людей с заболеванием органов дыхания. Возникают аллергический кашель и спазмы. Возможны хрипы, насморк. Pyemotes ventricosus могут вызывать бронхиальную астму у работников, работающих с зерном (см. Акариаз лёгочный). Болезнь развивается в жаркую, сухую погоду, иногда принимает эпидемический характер течения.
Возможны признаки поражения ЖКТ — боль в области желудка, диарея и анорексия (см. Кишечный акариаз).
Болезнь сопровождается сильным зудом и жжением, головными болями, тошнотой, образованием множества красноватых узелков на теле человека. Возникает крапивница, бессонница. На месте укусов клещей образуются крупные волдыри, в центре которых формируются пузырьки, быстро превращающиеся в пустулы, напоминая проявления ветряной оспы или эритемы многоформной экссудативной. Высыпания чаще локализуются на коже туловища и шеи, беспокоит сильный зуд. Через 1-2 недели процесс регрессирует.
В отличие от чесоточных клещей — пузатые клещи не внедряются в кожу, а лишь прокусывают её, сосут кровь и отпадают, поэтому, как правило, на теле не обнаруживаются. Сыпь появляется спустя приблизительно 12 часов после нападения и сопровождается тяжёлым зудом.

## Другие виды Pyemotes

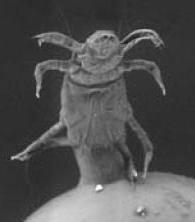
Pyemotes herfsi

Pyemotes herfsi кусает людей, вызывая покраснение, зуд и рубцы. Размер около 0,2 мм. Напитавшиеся самки шаровидны, размером 0,3 × 0,4 мм. Паразитируют преимущественно на личинках жуков. P. herfsi был зарегистрирован в Чехословакии, Египте, Австралии, Северной Индии, США, Германии. Сыпь в результате укуса P. herfsi была впервые зарегистрирована в Европе в 1936 г. Возможно присоединение вторичной бактериальной инфекции.
Самец пузатого клеща без питания живёт 24 ч, самка — 36 ч (питающаяся — 38 дней).
Вспышки зерновой чесотки известны во многих странах, она возникает у работников сельского хозяйства, грузчиков, кладовщиков и др. Известен случай массового заражение в больницах.
Pyemotes tritici кусает людей на открытом воздухе в пределах или вблизи лесных массивов. Может кусать при контакте с соломой, сеном, травами, листьями, семенами. Отмечаются также случаи дерматита, вызванного Pyemotes tritici, у лошадей и людей, с ними связанных.
Возбудители обитают в зерне, соломе, траве, хлопке, в пыли мучных мешков, залежалых зерновых продуктах и таре. На кожу человека клещ попадает при контакте с инфицированным зерном, реже с пылью. Возможен перенос ветром этих клещей на человека. В городских условиях клещ паразитирует на домашних насекомых, таких как жук Anobium punctatum. Случались вспышки заболеваний пиемотозом, например, во Франции, Остине.
Pyemotes tritici у работающих с зерном вызывает многочисленные уртикарные папулы, увенчанные пузырьками, локализованными на предплечьях, шее, вокруг талии и в паху. Эти клещи могут вызвать эпидемии дерматита при уборке и послеуборочных операциях с соломой, сеном или некоторым зерном. Укусы вызывают сыпь, дерматит, зуд, потливость, лихорадку, головную боль и даже рвоту в тяжёлых случаях.
Pyemotes beckeri встречается редко и вызывает дерматит.
Pyemotes hughesi может вызвать уринарный акариаз.

## Лечение зерновой чесотки
Дифференциальный диагноз проводят с крапивницей (при которой обычно не наблюдают везикул и пустул), ветряной оспой, тромбидиазом, чесоткой (отсутствие чесоточных ходов, локализация уртикарных элементов с везикулопустулами на поверхности) и другими дерматитами.
Лечение симптоматическое: тёплые ванны со слабым раствором перманганата калия или гидрокарбоната натрия (ванны с крахмалом, ванны с пищевой содой, ванны с марганцовокислым калием), местные средства (болтушки, кремы, мази), содержащие 2—3 % ментола, анестезина, 5—10 % серная мазь. Для уменьшения зуда prednisone (0,5 mg/kg). Важно устранение контакта с клещами и их прокормителями.
Прогноз благоприятный.
Профилактика заключается в дезинсекции объектов, где обнаружены клещи. При работе с зерном, заражёнными пчёлами открытые участки тела обрабатывают 2—4 % раствором питьевой соды, принимают душ.
См. также Клещевая сенсибилизация.

## Пиемотоз пчёл
Пузатый клещ (P. ventricosus) и клещ Херфси (P. herfsi) паразитируют и на медоносных пчелах, вызывая пиемотоз.
В РФ это заболевание встречается на Поволжье и в Западной Сибири.
Питание клещей на открытом 4—5-дневном расплоде пчёл приводит к гибели личинки. Клещ может инокулировать в тело личинок бактерии, приводящие к их гибели и загниванию. В ячейках можно обнаружить загнившую массу, которая из-за большого количества шаровидных клещей как бы посыпана пылью. На одной личинке могут паразитировать от 3 до 40 самок клеща. Обычно расплод гибнет по краю рамки. Клещи Херфси вызывают закупорку ротового аппарата взрослых пчёл, которые гибнут от голода. У взрослых пчёл клещи проникают в межсегментные перегородки и сосут гемолимфу. В период зимовки отмечают беспокойство пчёл, понос, гибель отдельных семей.
Из семей удаляют соты с поражённым расплодом и перетапливают их на воск. Пчёл пересаживают в чистый улей. Гнёзда сокращают и утепляют. Для профилактики необходимо не ставить ульи рядом с зернохранилищами.